# Macellolophus excavatus
Macellolophus excavatus är en mångfotingart som beskrevs av Karl Wilhelm Verhoeff 1931. Macellolophus excavatus ingår i släktet Macellolophus och familjen Xystodesmidae. Inga underarter finns listade i Catalogue of Life.